# لويس الأول ملك إتروريا
لويس الأول ملك إتروريا (5 يوليو 1773 - 27 مايو 1803) شغل منصب ملك إتروريا من 21 مارس 1801 حتى 27 مايو 1803.